# Xã Bear Creek No. 5, Quận Searcy, Arkansas
Xã Bear Creek số 5 (tiếng Anh: Bear Creek No. 5 Township) là một xã thuộc quận Searcy, tiểu bang Arkansas, Hoa Kỳ. Năm 2010, dân số của xã này là 728 người.